# Chonopeltis australissimus
Chonopeltis australissimus is een visluizensoort uit de familie van de Argulidae. De wetenschappelijke naam van de soort is voor het eerst geldig gepubliceerd in 1977 door Fryer.